# 小行星6432
小行星6432（英語：6432 Temirkanov）是一颗围绕太阳公转的小行星。1975年10月3日，柳德米拉·切爾尼赫在克里米亚发现了此天体。
这颗小行星的绝对星等为174.91835等。